# Musljumowo (Tatarstan, Musljumowski)
Musljumowo (russisch Муслю́мово; tatarisch Мөслим, Mɵslim) ist ein Dorf (selo) in der Republik Tatarstan in Russland mit 7348 Einwohnern (Stand 14. Oktober 2010).

## Geographie
Der Ort liegt gut 250 km Luftlinie ostsüdöstlich des Zentrums der Republikhauptstadt Kasan am linken Ufer des linken Kama-Nebenflusses Ik.
Musljumowo ist Verwaltungszentrum des Rajons Musljumowski sowie Sitz der Landgemeinde Musljumowskoje selskoje posselenije, zu der weiterhin das knapp 3 km nordwestlich des Zentrums gelegene Dorf Katmysch gehört.

## Geschichte
Der Ort wurde erstmals Ende des 18. Jahrhunderts urkundlich erwähnt. Er entstand wahrscheinlich nach 1775 als Neuansiedlung von Bewohnern des 3 km nordöstlich, rechts des Ik gelegenen Dorfes Warjasch (heute Stary Warjasch, „Alt-Warjasch“). Größere Bedeutung erlangte es erst im Verlauf des 19. Jahrhunderts, als begonnen wurde, dort Märkte („Basare“) durchzuführen. Daher wurde es in dieser Periode auch als Basarny Warjasch bezeichnet, später nur noch als Warjasch; die seit den 1890er-Jahren offizielle Bezeichnung Musljumowo ist dagegen wahrscheinlich auf den überlieferten Familiennamen des Gründers zurückzuführen. Verwaltungstechnisch war das Dorf bis 1920 Teil der Irechtinskaja wolost mit Sitz im 6 km westlich gelegenen Dorf Mellja-Tamak. Die Wolost gehörte zum Ujesd Menselinsk, ab 1782 im Bestand der Statthalterschaft Ufa, ab 1796 im Gouvernement Orenburg und ab 1865 im neu ausgegliederten Gouvernement Ufa.
1920 kam Musljumowo zum Kanton Menselinsk der neu gebildeten Tatarischen ASSR und wurde dort 1924 als größte Ortschaft der Gegend selbst Sitz einer Wolost. Mit der Aufhebung der Kantongliederung wurde der Ort am 10. August 1930 Verwaltungszentrum eines nach ihm benannten Rajons. Vom 1. Februar 1963 bis 12. Januar 1965 war der Rajon vorübergehend aufgelöst und sein Territorium dem westlich benachbarten Sarmanowski rajon zugeordnet.
Von 1986 bis 1991 besaß Musljumowo den Status einer Siedlung städtischen Typs.

### Bevölkerungsentwicklung
| Jahr | Einwohner |
| ---- | --------- |
| 1897 | 1552      |
| 1939 | 2949      |
| 1959 | 3209      |
| 1970 | 4021      |
| 1979 | 4799      |
| 1989 | 6206      |
| 2002 | 7392      |
| 2010 | 7348      |

Anmerkung: Volkszählungsdaten

## Verkehr
Über die Regionalstraße 16K-0143 ist Musljumowo mit dem nordöstlich benachbarten Rajonzentrum Aktanysch verbunden; diese kreuzt etwa 50 Kilometer entfernt die föderale Fernstraße M7 Wolga, die Moskau über Nischni Nowgorod und Kasan mit Ufa verbindet (auf diesem Abschnitt zugleich Europastraße 017). In südöstlicher Richtung führt die Regionalstraße 16K-0334 nach Almetjewsk an der föderalen Fernstraße R239 von Kasan nach Orenburg.
Unweit Almetjewsk befindet sich auch die nächstgelegene, per Straße knapp 90 km entfernte Bahnstation Minnibajewo an der Strecke Agrys – Bugulma. Etwa gleich weit ist es bis in das nordwestlich gelegene Nabereschnyje Tschelny an derselben Strecke.